# David Barrufet
David Barrufet Bofill (Barcellona, 4 giugno 1970) è un ex pallamanista, allenatore di pallamano e dirigente sportivo spagnolo, preparatore dei portieri della Nazionale spagnola e direttore sportivo della Dinamo Bucarest.

## Palmarès
- Giochi olimpici

Sydney 2000: bronzo.
Pechino 2008: bronzo.
- Mondiali

Tunisia 2005: oro.
- Europei

Spagna 1996: argento.
Italia 1998: argento.
Croazia 2000: bronzo.
Svizzera 2006: argento.
- Giochi del Mediterraneo

Almeria 2005: oro.